# Аргентинская капитуляция в Фолклендской войне

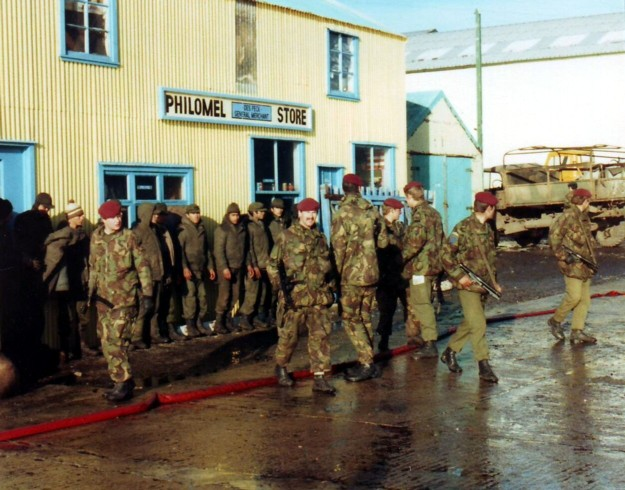
Аргентинские заключенные находятся под охраной.

Последним этапом Фолклендской войны было подписание акта о капитуляции Аргентины в Порт-Стэнли.

## Действия
После того как была прорвана последняя естественная линия обороны в Маунт-Тамблдауне, оборона аргентинского города Порт-Стэнли начала ослабевать. В утреннем сумраке один командир роты заблудился, и его младшие офицеры впали в растерянность, отказавшись продолжать бой. Рядовой Сантьяго Карризо из 3-го полка рассказывал, что командир взвода приказал им занять позиции в домах и «если мирные жители будут сопротивляться, расстрелять их», но никто из роты не выполнил приказ командира.
14 июня 1982 года в 21:00 командующий аргентинским гарнизоном в Стэнли генерал Марио Менендес сдался генерал-майору Джереми Муру. Эта капитуляция была против кодекса аргентинской армии, в котором говорилось, что капитуляция является незаконной, если не было потеряно более 50 % солдат и израсходовано более 75 % боеприпасов.
Условия документа о капитуляции были слегка изменены после переговоров с генералом Менендесом. Выражение «безоговорочная капитуляция» было изменено на «капитуляция». Условия капитуляции следующие:

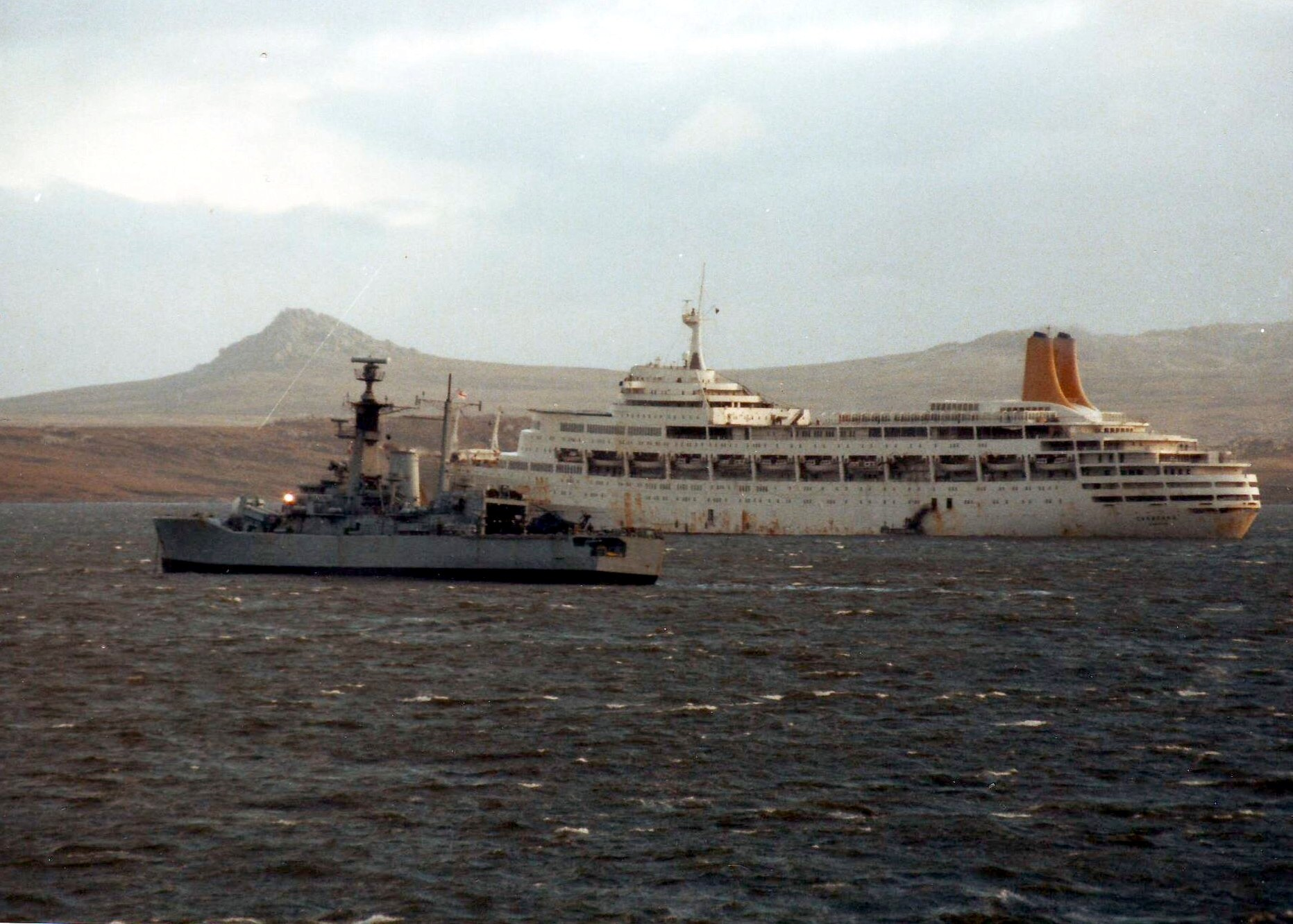
Лайнер Канберра за пределами Порт-Стэнли 16 июня 1982 года

- Аргентинские подразделения сохранят свои флаги.
- Подразделения будут оставаться под контролем своих соответствующих офицеров.
- Церемония капитуляции будет закрытой.
- Аргентинские офицеры сохранят свое личное оружие.
- Окончательный пункт о возвращении 11 313 военнопленных на своих собственных судах не был принят, и 4167 из них были возвращены в Аргентину только на океанском лайнере «Канберра». Аргентинская диктатура соврала, утверждая, что лайнер был поврежден во время битвы за Сан-Карлос.

## Документ о капитуляции
Присутствовавшие при подписании письма о капитуляции были:
- Капитан Мельбурн Хуссей, аргентинский переводчик военно-морских сил.
- Бригадный генерал аргентинской армии Марио Менендес.
- Командир роты аргентинских военно-воздушных сил Карлос Блумер-Рив.
- Вице-коммандер Эухенио Мьяри-младший, главный юрист Аргентины.
- Капитан Род Белл, переводчик королевской морской пехоты.
- Подполковник Джофф Филд, королевский инженер.
- Полковник Брайн Пенникотт, королевский полк артиллерии.
- Генерал-майор Джереми Мур, королевская морская пехота.
- Полковник Майк Роуз, особая воздушная служба.
- Полковник Том Секкомбе, королевская морская пехота
- Штаб-сержант Гленн Харвуд, королевский связист.

Содержание документа о капитуляции:
Штаб Сухопутных Войск 

Фолклендские острова
ДОКУМЕНТ О КАПИТУЛЯЦИИ

Я, нижеподписавшийся, командующий всеми сухопутными, морскими и воздушными силами Аргентины на Фолклендских островах [Подпись Менендеса, нацарапанная поверх зачеркнутого слова "безоговорочной"] сдаюсь генералу-майору Дж. Муру как представителю правительства её британского величества.
В соответствии с условиями этой капитуляции все аргентинские военные на Фолклендских островах должны собраться в пунктах сбора, которые будут назначены генералом Муром, и сдать свое оружие, боеприпасы и все другие виды вооружения и военной техники по указанию генерала Мура или соответствующих британских офицеров, действующих от его имени.
После капитуляции весь личный состав аргентинских вооруженных сил будет обеспечивать почетное обращение в соответствии с условиями, изложенными в Женевской конвенции 1949 года. Они будут подчиняться любым указаниям, касающимся передвижения и размещения.
Эта капитуляция должна быть принята с 23:59 часов местного времени 14 июня и включает в себя те аргентинские силы, которые в настоящее время развернуты в Порт-Стэнли и вокруг него, а также другие силы на Восточном Фолкленде, (Подпись Менендеса) Западном Фолкленде и всех отдаленных островах.
[Подпись Менендеса] Генерал аргентинских вооружённых сил

[Подпись Мура] Генерал-майор Дж. Дж. Мур

[Подпись Пенникотта] Заверитель

23:59 часов 14 июня 1982 года
Falkland Islands
INSTRUMENT OF SURRENDER

I, the undersigned, Commander of all the Argentine land, sea and air forces in the Falkland Islands [Menéndez's signature, scribbled over the crossed-out word of "unconditionally"] surrender to Major General J.J. MOORE CB OBE MC* as representative of Her Britannic Majesty's Government.
Under the terms of this surrender all Argentine personnel in the Falkland Islands are to muster at assembly points which will be nominated by General Moore and hand over their arms, ammunition, and all other weapons and warlike equipment as directed by General Moore or appropriate British officers acting on his behalf.
Following the surrender all personnel of the Argentinian Forces will be treated with honour in accordance with the conditions set out in the Geneva Convention of 1949. They will obey any directions concerning movement and in connection with accommodation.
This surrender is to be effective from 2359 hours ZULU on 14 June (2059 hours local) and includes those Argentine Forces presently deployed in and around Port Stanley, those others on East Falkland, (Menendez's signature) West Falkland and all outlying islands.
[Menéndez's signature] Commander Argentine Forces

[Moore's signature] J. J. MOORE Major General

[Pennicott's signature] Witness

## Последствия

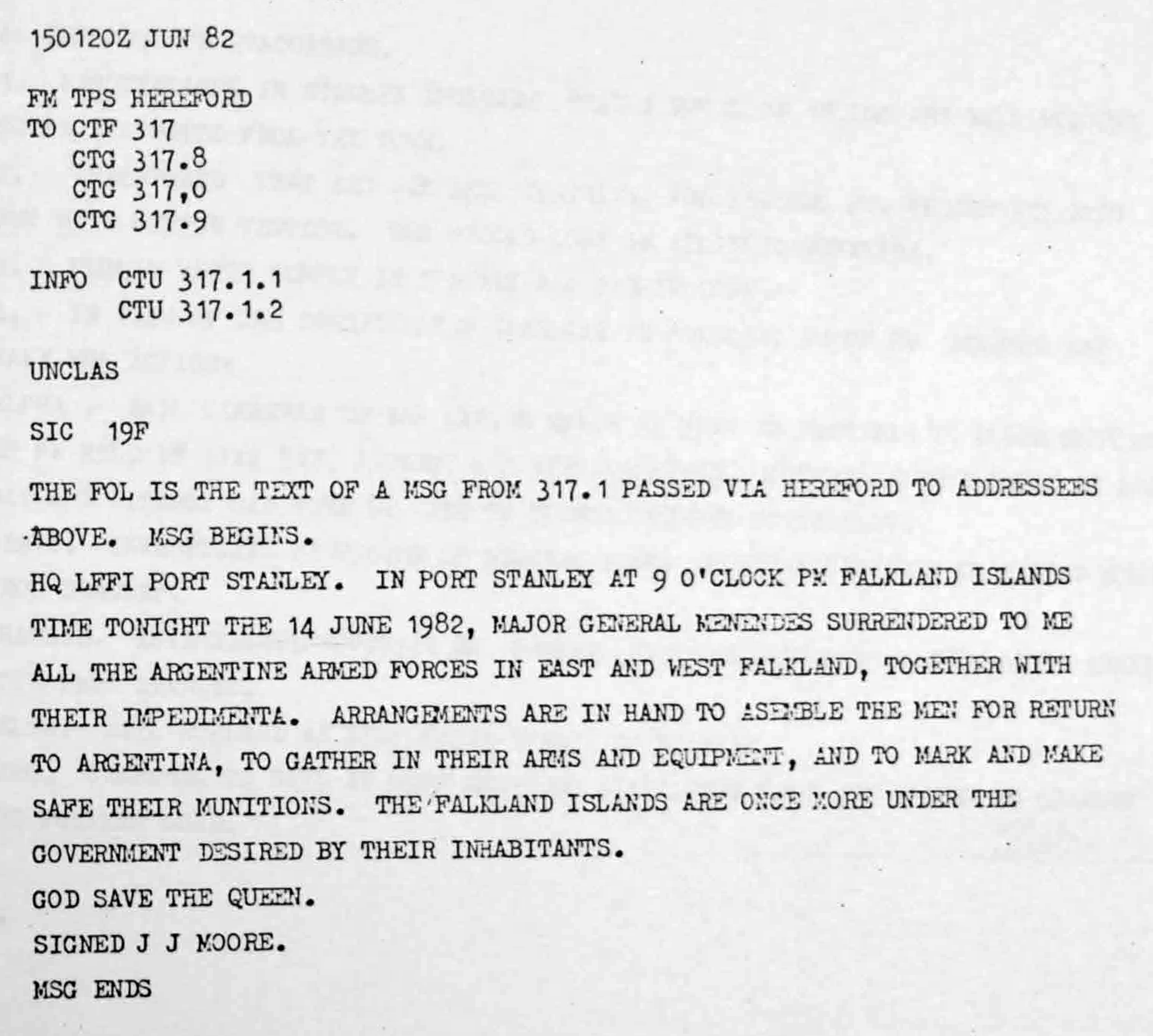
Телеграмма от генерала Мура с сообщением о капитуляции Аргентины.

20 июня англичане вновь заняли Южные Сандвичевы острова и объявили о прекращении военных действий после вывода аргентинского гарнизона Южного Туле на уругвайскую базу Корбета.
Война длилась 74 дня, в результате которой погибли 255 британских и 649 аргентинских солдат, морских пехотинцев, моряков и летчиков, а также три мирных жителя.
Британское правительство постановило, что вся секретная информация с войны будет доступна общественности в 2082 году. Однако в соответствии с законом о свободе информации в настоящее время имеется большое количество ранее засекреченных материалов.
Документ о капитуляции выставлен в Имперском военном музее в Лондоне.
Отношения между Великобританией и Аргентиной были восстановлены только в 1989 году и только в рамках «формулы зонтика», которая гласит, что спор о суверенитете островов останется в стороне.
14 июня является государственным праздником на Фолклендских островах с 1984 года, официально называемым «Днем освобождения».